# Stockholm, Saskatchewan
Stockholm är ett samhälle i sydöstra delen av den kanadensiska provinsen Saskatchewan. Stockholm ligger ca 70 km söder om Yorkton. Enligt 2021 års folkräkning hade Stockholm en befolkning på 329 invånare.
Området runt byn befolkades under 1880-talet av invandrare från Sverige, som uppkallade det efter Sveriges huvudstad.
Den administrativa enheten Village of Stockholm ("Stockholms by") bildades den 30 juni 1905.
Här finns New Stockholm Lutheran Church (även kallad Swedish Evangelical Lutheran New Stockholm Church), som byggdes 1917 av svenska invandrare.
Stockholm är centralort för landskommunen Fertile Belt No. 183.

### Fotnoter
1. 1 2  ”Census Profile, 2021 Census of Population: Stockholm, Village, Saskatchewan” (på engelska). Statistics Canada. https://www12.statcan.gc.ca/census-recensement/2021/dp-pd/prof/details/page.cfm?Lang=E&SearchText=stockholm&DGUIDlist=2021A00054705056&GENDERlist=1&STATISTIClist=1&HEADERlist=0. Läst 8 december 2022.
2. ↑  New Stockholm Lutheran Church Arkiverad 23 mars 2014 hämtat från the Wayback Machine.
3. ↑  Saskatchewan Municipal Database Arkiverad 15 januari 2016 hämtat från the Wayback Machine.